# Sigma Seven
Sigma Seven Co., Ltd. (株式会社シグマ・セブン Kabushiki-gaisha Shiguma Sebun?) es una agencia de talentos japonesa que representa a una buena cantidad de seiyūs y animadores. Fundada el 3 de marzo de 1988, Sigma Seven está ubicada en el tercer piso de Edificio Haga en Minato, Tokio, Japón.

## Seiyūs destacados
Mujeres
- Misato Fukuen
- Marina Inoue
- Yoshiko Matsuo
- Nana Mizuki
- Fumie Mizusawa
- Sumomo Momomori
- Yukana
- Asuka Ōgame
- Asami Seto
- Yuuko Shima
- Reiko Takagi
- Megumi Takamoto
- Naoko Takano
- Sakiko Tamagawa
- Ai Uchikawa
- Mari Yokoo

Hombres
- Shin Aomori
- Masaya Hashimoto
- Takuro Kitagawa
- Go Inoue
- Yasunori Matsumoto
- Yūichi Nakamura
- Akio Nojima
- Hirofumi Nojima
- Takashi Saitou
- Hirakazu Shibayama
- Akio Suyama
- Hideki Tasaka
- Norio Wakamoto
- Kazuki Yao
- Hiroki Yasumoto
- Makoto Yasumura
- Hiroyuki Yoshino
- Shōya Chiba